# 707.ª División de Infantería (Alemania)
La 707.ª División de Infantería, también conocida como la 707.ª División de Seguridad, fue una división del Heer durante la Segunda Guerra Mundial. Se formó en mayo de 1941 y fue destruida por el Ejército Rojo en junio de 1944. La unidad se utilizó principalmente como división de seguridad en la retaguardia de las áreas ocupadas por los alemanes de la Unión Soviética, y fue responsable de crímenes de guerra, incluida la muerte de miles de civiles judíos.

## Historial de operaciones
La 707.ª División de Infantería fue creada en Múnich el 2 de mayo de 1941 y, posteriormente, recibió entrenamiento en la misma región. El historiador Ben H. Shepherd describió la unidad como "una división extremadamente deficiente de la decimoquinta oleada" que el ejército alemán planteó durante la guerra, con su personal "sobreenvejecido, poco capacitado y pobremente equipado". La 707.ª División de Infantería también era mucho más pequeña que el tamaño estándar de las divisiones de infantería alemanas, con solo 5.000 soldados. Todos los oficiales iniciales de la división, excepto su comandante en jefe hasta febrero de 1943, el general de división Gustav von Bechtolsheim, eran reservistas. La mayoría de los soldados de la división tenían más de 30 años y, por lo general, los oficiales eran incluso mayores. El general de división von Bechtolsheim y su oficial de operaciones eran nazis profundamente comprometidos.
En agosto de 1941, la 707.ª División de Infantería se desplegó en el Frente Oriental para realizar tareas de seguridad en las regiones ocupadas de la Unión Soviética detrás de las líneas del frente del Grupo de Ejércitos Centro. En octubre de 1941, el personal de la división ejecutó ahorcamientos públicos a miembros de la resistencia en Minsk, incluido el de la enfermera judía Masha Bruskina, de 17 años. La 707.ª División de Infantería y las unidades adjuntas de la Ordnungspolizei asesinaron a más de 10.000 personas, la mayoría de las cuales eran judíos, en Bielorrusia entre octubre y noviembre de 1941. Casi todos los oficiales de la división y el personal alistado participaron voluntariamente en estos asesinatos; el pequeño número que se negó fue castigado sólo levemente. Esta operación fue iniciada por von Bechtolsheim, quien emitió órdenes pidiendo explícitamente la "aniquilación" y el "exterminio" de los judíos. Otras pocas unidades del ejército alemán llevaron a cabo asesinatos similares.
La 707.ª División de Infantería siguió desempeñando funciones de seguridad en las zonas ocupadas por los alemanes de la Unión Soviética durante el resto de 1941 y durante 1942 y 1943. Durante la primavera y principios del verano de 1942, la división llevó a cabo la denominada "operación antipartisana" Operación Bamberg en la que murieron más de 4.000 ciudadanos soviéticos, la mayoría de los cuales eran agricultores civiles. Shepherd ha escrito que mientras otras divisiones de seguridad alemanas también mataron a un gran número de civiles durante tales operaciones, la 707.ª División de Infantería tuvo el peor registro. El historiador Jeff Rutherford hizo una comparación similar y calificó a la 707.ª de "infame".
Desde enero de 1944, la 707.ª División de Infantería se utilizó como unidad de primera línea en funciones defensivas. El 23 de junio, al comienzo de la gran ofensiva de la Operación Bagration soviética, formó parte de la reserva del Grupo de Ejércitos Centro. Más tarde, en junio, la división fue rodeada y destruida por las fuerzas soviéticas cerca de Babruisk. Fue formalmente el 3 de agosto de 1944.

## Estructura
La 707.ª División de Infantería estuvo compuesta por las siguientes unidades a lo largo de su existencia:
- 727.º Regimiento de infantería
- 747.º Regimiento de infantería
- 657.º Batallón de Artillería
- 707.ª Compañía de Ingenieros
- 707.ª Compañía de comunicaciones
- 707.º División Logística